# Maxime Loïc Feudjou
Maxime Loïc Feudjou Nguegang (nascut el 14 d'abril de 1992) és un futbolista internacional camerunès que juga en l'A-Hilal, al Sudan, com a porter.